# 根越村
根越村（ねごしむら）は、かつて新潟県中頸城郡にあった村。

## 沿革
- 1889年（明治22年）4月1日 - 町村制施行に伴い中頸城郡沢田村、田屋村、中四ツ屋村、宮島村、福王寺村、国川村、曽根田村、別所村、達野村、玄藤寺新田、大野新田、栗沢村、筒方村、関田村が合併し、根越村が発足。
- 1901年（明治34年）11月1日 - 中頸城郡板倉村、豊原村、箕冠村と合併し、板倉村を新設して消滅。